# MFF Football Centre
Het MFF Football Centre (Mongools: МХХ Хөлбөмбөгийн төв) is een multifunctioneel stadion in de hoofdstad van Mongolië, Ulaanbaatar.

## Gebruik
Het stadion wordt vooral gebruikt voor voetbalwedstrijden, bijvoorbeeld voor het nationale elftal van Mongolië, maar ook verschillende clubs uit de hoogste divisie van het land (Premier League) spelen in dit stadion. In het stadion ligt kunstgras. In het stadion is plaats voor 5.000 toeschouwers.

## Afbeelding

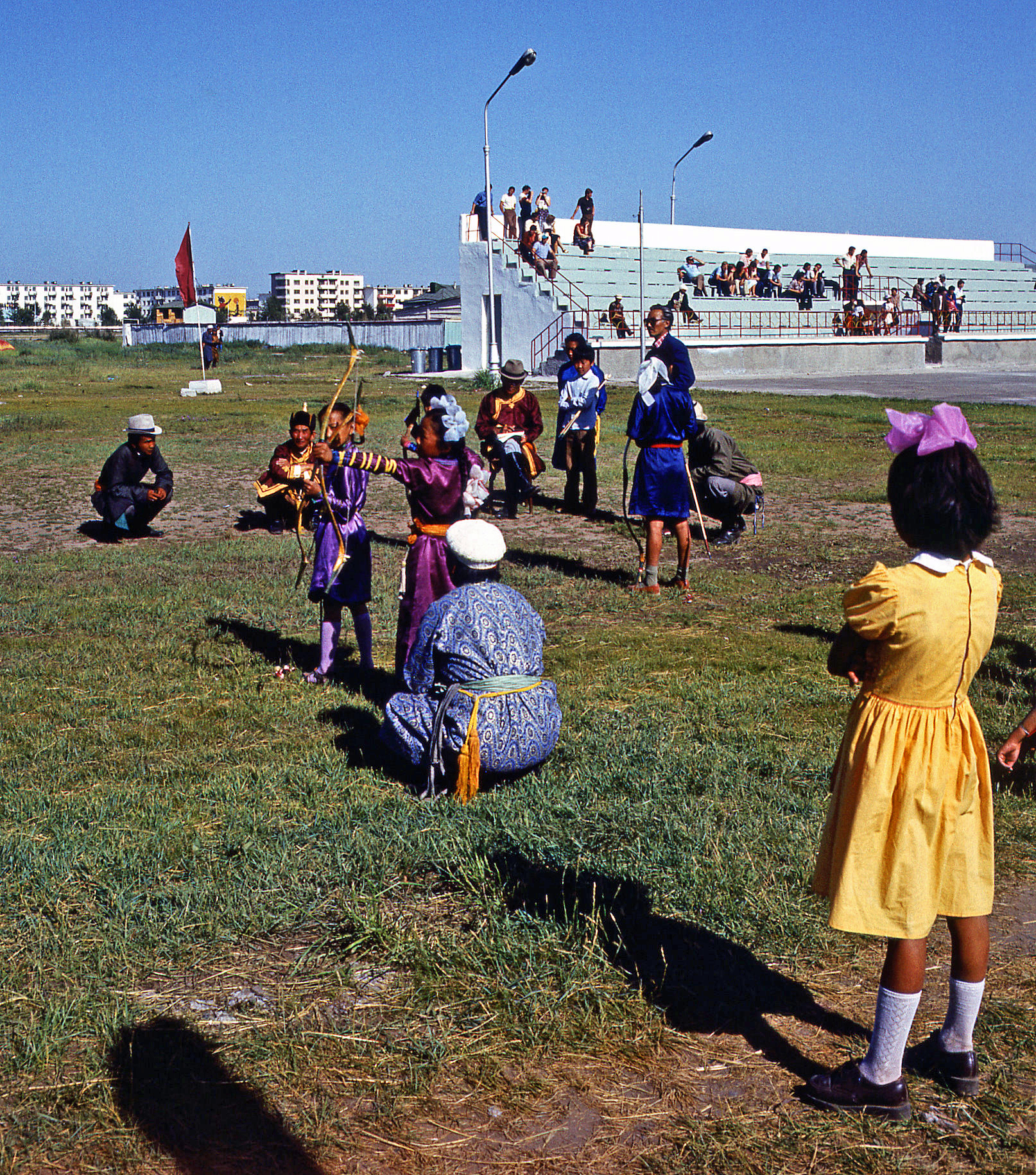
Naadam festival